# Svend Jensen
Svend Aage Julius Jensen (Copenaghen, 6 ottobre 1905 – 25 aprile 1979) è stato un calciatore danese, di ruolo portiere.